# Marinebasis Eilat

Standortwappen

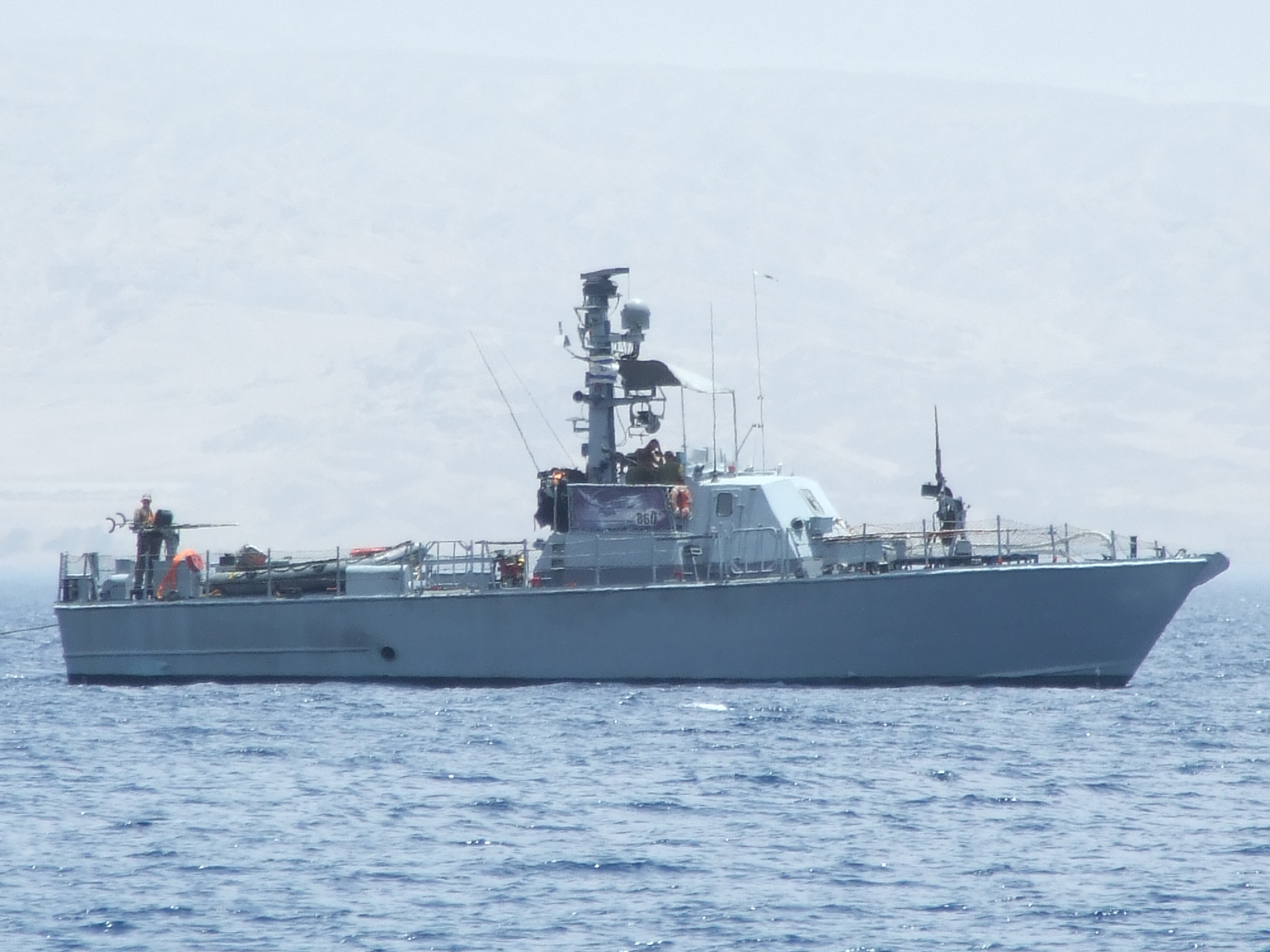
Patrouillenboot 860 (Dabur-Klasse, 6 bis 9 Mann Besatzung, Hauptbewaffnung 2 20-mm-Oerlikon-Kanonen) vor Eilat im Jahr 2008

Die Marinebasis Eilat ist eine Militärbasis der Israelischen Marine in Eilat am Golf von Eilat im Roten Meer. Sie wurde 1951 gegründet. Kommandeur der Basis ist Yossi Schahaf. Das Standortwappen stellt die roten Dächer Eilats dar.
Die Marinebasis liegt im Hafen von Eilat. Dieser verfügt über 350.000 m² Nutzfläche für die Hafenlogistik und fünf Kräne. Stationiert ist hier das Patrouillenbootgeschwader 915. Nach der Rückgabe der Sinai-Halbinsel 1981 wurde auch das Kommando der Marine für das Rote Meer von Scharm El-Scheich nach Eilat verlegt.
Während des Abnutzungskrieges (Juni 1968 bis August 1970) versenkten ägyptische Marinekommandos in Eilat einige israelische Schiffe. Beim Versuch, Sprengsätze zu entschärfen, verloren damals mehrere Spezialisten der Schajetet 13 das Leben. 
Die ausgemusterte INS Sofa (Sa'ar-3-Klasse) wurde 1994 vor Eilat als künstliches Riff versenkt und ist bei Tauchern unter dem hebräischen Wort für Schnellboot (satil) bekannt. Ein Patrouillenboot der Nachschol-Klasse sank vor Eilat im Februar 2005. Im Jahr 2005 besuchte eine Flottille mit sechs Schiffen der NATO die Basis. 2009 nahm eines der in Haifa stationierten U-Boote an einer Übung vor Eilat teil.